# 六階四面體堆砌
在幾何學中，六階四面體堆砌是一種由四面體完全填滿仿緊雙曲空間的幾何結構，所謂仿緊雙曲空間是滿足仿紧空间特性的指雙曲空間，仿緊空間是指所有开覆盖都可以找到局部有限的開精細化之空間。六階四面體堆砌具有所有胞全等、所有面全等、所有邊等長、所有角等角的特性，因此是一種正圖形。六階四面體堆砌的每條稜都是6個四面體的公共稜，其所有頂點都是無窮遠點，每個頂點都是無窮多個四面體的公共頂點，為正三角形鑲嵌的頂點排佈。其對偶幾何圖形為三階六邊形鑲嵌蜂巢體。

## 相關多胞體及堆砌
其與二維空間中的無限接三角形鑲嵌類似，頂點都是無窮遠點
六階四面體堆砌是十一種三維仿緊正雙曲密鋪之一，其他十種三維仿緊正雙曲密鋪為：
| {6,3,3} （鑲嵌蜂巢體） | {6,3,4} （鑲嵌蜂巢體） | {6,3,5} （鑲嵌蜂巢體） | {6,3,6} （鑲嵌蜂巢體） | {4,4,3} （鑲嵌蜂巢體） | {4,4,4} （鑲嵌蜂巢體） |
| {3,3,6} （多面體堆砌） | {4,3,6} （多面體堆砌） | {5,3,6} （多面體堆砌） | {3,6,3} （鑲嵌蜂巢體） | {3,4,4} （鑲嵌蜂巢體） |                        |